# 天龍寺船
天龍寺船（てんりゅうじぶね）は、日本の南北朝時代、京都天龍寺造営費捻出のために室町幕府公認の下、元へ派遣された貿易船（寺社造営料唐船）である。当時は「造天龍寺宋船」と呼ばれた。

## 概要
南朝の後醍醐天皇は延元4年（1339年、北朝では暦応2年）に崩御するが、北朝の将軍足利尊氏は敵味方の立場を超え、菩提を弔うために、夢窓疎石の勧めに従って天龍寺創建を決定した（尊氏が後醍醐天皇の怨霊に悩まされていたともいう）。そこで元々大覚寺統の離宮であった嵯峨野の亀山殿を禅院に改め、夢窓を開山として天龍寺を創建し、寺領として日向国国富荘などを寄進することを決めた。また光厳上皇も、丹波国弓削荘を施入している。造営費用には当初、安芸・周防両国の公領からの収入をあてる計画であったが、成立間もない室町幕府は南朝との戦いにより財政的に逼迫した状況にあり、荘園・公領からの年貢も滞っていたため、巨額の造営費を出すことは困難な状況にあった。幕府は朝廷の成功（売官）という財源を吸収することで、この財政難を賄おうとし、「天龍寺造営記」によれば暦応4年9月24日には「靫負尉」の官職100人分が造営の原資に当てられたという。しかしそれでもまだ資金は不足していた。
南北朝の動乱による武家・公家・寺社の所領をめぐる利益衝突の融和策として天龍寺建立に賛同した副将軍・足利直義は夢窓と相談し、鎌倉幕府の例にならって、寺社造営料唐船の派遣を検討する。朝廷の明経・明法博士などの意見も求めたが、幕府・朝廷から様々な反対意見が多かった。また当時、元側でも1335年から1336年にかけての倭寇事件を契機に、慶元（明州、のちの寧波）に入港する日本船を海賊船と見なして、港の出入を厳しく制限していたため、日元間の通航は途絶していた。しかし度重なる夢窓の懇請を受け、暦応4年12月23日（1342年1月30日）直義は夢窓に対し、翌年秋に宋船2艘を渡航させ、交易で得られた利益を天龍寺造営にあてるよう提案する。そこで夢窓はまず1艘を派遣することとし、博多商人の至本（国籍は不明）を綱司（船長）として推挙。至本は貿易の成否に関わらず、帰国時に現金5000貫文を納めることを約し、予定の通り翌康永元年（1342年）8月に元へ渡航した。
10月に明州に入港した船は、果たして海賊船と見なされて警戒を受けるが、結局上陸を果たし、交易に成功する。日本からの寺社造営料唐船としては元弘2年（1332年）に派遣された住吉社造営料唐船以来、10年ぶりとなった。またこの頃、日元間で禅僧の交流が盛んであり、これ以前に来日した明極楚俊・竺仙梵僊らの薫陶を受けた禅僧たちが留学を志望し、天龍寺船にも性海霊見・雲夢裔沢・南海宝洲・天然興雲・愚中周及など約60名の禅僧が乗船した。しかし多くは元の官憲に阻まれ、入明を果たしたのは愚中ら11人のみだったという。
天龍寺船は莫大な利益を上げて帰国。このときの利益を元に天龍寺の建設が進められ、康永2年（1343年）11月に竣工。貞和元年8月29日（1345年9月25日）には、後醍醐天皇七回忌にあわせて落慶供養を迎えた。